# العلاقات العمانية الفرنسية
العلاقات العمانية الفرنسية هي العلاقات الثنائية التي تجمع بين سلطنة عمان وفرنسا.

## مقارنة بين البلدين
هذه مقارنة عامة ومرجعية للدولتين:
| وجه المقارنة                                              | سلطنة عمان    | فرنسا                                                    |
| --------------------------------------------------------- | ------------- | -------------------------------------------------------- |
| المساحة (كم2)                                             | 309.50 ألف    | 643.80 ألف                                               |
| عدد السكان (نسمة)                                         | 4.64 مليون    | 67.12 مليون                                              |
| الكثافة السكانية (ن./كم²)                                 | 14.99         | 104.26                                                   |
| العاصمة                                                   | مسقط          | باريس                                                    |
| اللغة الرسمية                                             | اللغة العربية | لغة فرنسية                                               |
| العملة                                                    | ريال عماني    | يورو، فرنك س ف ب، فرنك فرنسي، Livre tournois ‏            |
| الناتج المحلي الإجمالي (بليون دولار)                      | 72.64 مليار   | 2.58 تريليون                                             |
| الناتج المحلي الإجمالي (تعادل القوة الشرائية) بليون دولار | 179.49 مليار  | 2.87 تريليون                                             |
| الناتج المحلي الإجمالي الاسمي للفرد دولار أمريكي          | 15.55 ألف     | 36.20 ألف                                                |
| الناتج المحلي الإجمالي للفرد دولار أمريكي                 | 38.63 ألف     | 39.33 ألف                                                |
| مؤشر التنمية البشرية                                      | 0.793         | 0.888                                                    |
| رمز المكالمات الدولي                                      | +968          | +33                                                      |
| رمز الإنترنت                                              | عمان          | .fr، .bzh ‏، .tf، .re، .wf، .yt، .pm، .paris              |
| المنطقة الزمنية                                           | ت ع م+04:00   | أوروبا/باريس ‏، توقيت وسط أوروبا، توقيت وسط أوروبا الصيفي |

## منظمات دولية مشتركة
يشترك البلدان في عضوية مجموعة من المنظمات الدولية، منها:
| علم المنظمة | اسم المنظمة                               | تاريخ انضمام سلطنة عمان | تاريخ انضمام فرنسا |
| ----------- | ----------------------------------------- | ----------------------- | ------------------ |
|             | مؤسسة التنمية الدولية                     | 1973                    | 30 ديسمبر 1960     |
|             | يونسكو                                    | 10 فبراير 1972          | 4 نوفمبر 1946      |
|             | وكالة ضمان الاستثمار متعدد الأطراف        | 1989                    | 28 ديسمبر 1989     |
|             | الأمم المتحدة                             | 7 أكتوبر 1971           | 24 أكتوبر 1945     |
|             | الفريق المعني برصد الأرض                  | ?                       | ?                  |
|             | الاتحاد البريدي العالمي                   | ?                       | ?                  |
|             | البنك الدولي للإنشاء والتعمير             | 1971                    | 27 ديسمبر 1945     |
|             | المنظمة الهيدروغرافية الدولية             | ?                       | ?                  |
|             | الاتحاد الدولي للاتصالات                  | 28 أبريل 1972           | 1866               |
|             | منظمة حظر الأسلحة الكيميائية              | ?                       | ?                  |
|             | مؤسسة التمويل الدولية                     | 1973                    | 20 يوليو 1956      |
|             | المركز الدولي لتسوية المنازعات الاستشارية | 1995                    | 20 سبتمبر 1967     |
|             | منظمة التجارة العالمية                    | 2000                    | 1995               |
|             | منظمة الشرطة الجنائية الدولية             | ?                       | ?                  |

## وصلات خارجية
- موقع وزارة الخارجية العمانية
- موقع وزارة الخارجية الفرنسية